# 陳靜儀 (模特兒)
陳靜儀（英語：Mia Chan Ching-Yi，1989年1月9日—）是一名香港女模特兒。

## 生平
陳靜儀早年曾就讀沙田培英中學。她於16歲時奉子成婚，育有一子一女，後與丈夫莊家傑離異。為了養育兒女及維持生計，成為了少女模特兒，於每年暑假均推出寫真集，其個人寫真尺度相當大。由於已為人母，陳靜儀被香港傳媒暱稱為「媽媽Mia」（Mamma Mia的諧音，原意為「我的媽媽」，引申為詫異或者驚喜的意思）。
2015年3月底，台湾警方查获一名涉嫌卖淫的女子，后发现其所属应召网站是一个跨国卖淫集团，应召网站上有4名女星的照片。有媒体报道其中一张照片的肖像疑似陈静仪。

## 電影作品
| 年份   | 名稱       | 角色 |
| 2011年 | 熱浪球愛戰 |      |
| 2012年 | 喜愛夜蒲2  | QQ   |
| 2013年 | 冲锋战警   |      |